# Hong Kong Futures Exchange
Die Hong Kong Futures Exchange (HKFE) ist eine Terminbörse in Hongkong. Sie wurde 1976 gegründet und bietet eine Vielzahl von Optionen und Terminkontrakten an, die an Aktienindizes, Aktien, kurzfristige Zinssätze und Devisen gekoppelt sind. Die HKFE ist eine Tochtergesellschaft der Hong Kong Exchanges and Clearing Limited.

## Geschichte
Die 1976 gegründete Hong Kong Commodity Exchange (Vorgänger der Hong Kong Futures Exchange Limited) ist ein führender Derivatehändler im asiatisch-pazifischen Raum. Die wichtigsten an der Rohstoffbörse gehandelten Produkte waren Baumwoll-, Zucker-, Soja- und Gold-Futures. Am 7. Mai 1985 wurde die Hong Kong Commodity Exchange in Hong Kong Futures Exchange (HKFE) umbenannt.
Die HKFE ging 1987 während des globalen Börsencrashs im Oktober 1987 in Konkurs, als der Vorsitzende der Sino Group, Robert Ng, der über zwei in Panama registrierte Unternehmen mit Futures spekuliert hatte, sich weigerte zu zahlen.
Auch an der Hongkonger Börse wurde der Handel für vier Tage ausgesetzt. Eine Untersuchung des Commercial Crime Bureau der Royal Hong Kong Police ergab, dass Ng durch Absprachen mit einem seiner Broker erforderliche Nachschussforderungen umgangen hatte. Letztlich wurde jedoch keine Anklage gegen Ng erhoben, da die Kolonialregierung Hongkongs der Ansicht war, dass eine Strafverfolgung die allgemeine Marktstabilität gefährden würde. Stattdessen wurde ein Deal ausgehandelt, bei dem Ng 500 Millionen HK-Dollar zurückzahlte, während die Hongkonger Steuerzahler den Rest der von der Börse benötigten Mittel durch ein staatliches Rettungspaket bereitstellten.
Am 6. März 2000 wurde eine neue Dachorganisation - Hong Kong Exchanges and Clearing, für die HKFE, die Stock Exchange of Hong Kong Limited und Hong Kong Securities Clearing gegründet.

## Organisation
HKEX und seine Tochterunternehmen HKFE Clearing Corporation Limited und SEHK Options Clearing House Limited betreiben ein strenges Risikomanagementsystem, das es Teilnehmern und ihren Kunden ermöglicht, ihren Anlage- und Absicherungsbedarf auf einem liquiden und gut regulierten Marktplatz zu decken.